# Milan Škultéty
Milan Škultéty (* 3. května 1962) je bývalý slovenský fotbalista.

## Fotbalová kariéra
V československé lize hrál za Duklu Banská Bystrica. Nastoupil v 1 ligovémh utkání. Ve druhé nejvyšší soutěži hrál za Agro Hurbanovo.

## Ligová bilance
| Ročník                                      | Zápasy | Góly | Klub                  |
| ------------------------------------------- | ------ | ---- | --------------------- |
| 1. československá fotbalová liga 1981/82    | 1      | 0    | Dukla Banská Bystrica |
| 1. slovenská národní fotbalová liga 1985/86 | 3      | 0    | Agro Hurbanovo        |
| CELKEM                                      | 1      | 0    |                       |